# Lewis J. Stadlen
Lewis J. Stadlen (Brooklyn (New York), 7 maart 1947) is een Amerikaans televisie- en theateracteur.

## Biografie
Stadlen is een zoon van voice-overacteur Allen Swift. Op negentienjarige leeftijd begon hij met zijn acteercarrière in het theater met de musical Fiddler on the Roof. In 1969 maakte hij zijn debuut op Broadway met de musical Minnie's Boys. Hij is twee keer genomineerd geweest voor een Tony Award, in 1974 voor zijn rol in Candide en in 1996 voor zijn rol in A Funny Thing Happened on the Way to the Forum. 
Stadlen begon in 1966 met acteren voor televisie in de televisieserie The Edge of Night. Hierna heeft hij nog meerdere rollen gespeeld in televisieseries en films zoals Serpico (1973), Benson (1979-1980), The Verdict (1982), I.Q. (1994), In & Out (1997) en The Sopranos (2000-2007). 
Stadlen is getrouwd en heeft hieruit een kind. Stadlen heeft een boek geschreven met de titel Acting Foolish, een autobiografie van zijn leven.

## Filmografie

### Films
Uitgezonderd korte films.
- 2000 The Man Who Came to Dinner – als Banjo
- 1998 The Impostors – als bandleider
- 1997 In & Out – als Ed Kenrow
- 1995 Die Scheime von Sheim – als Lekish / Zeinvel / The Peddler (stemmen)
- 1994 I.Q. – als bemiddelaar
- 1990 Funny About Love – als Avi
- 1987 Murder by the Book – als Norman Wagstaff
- 1984 Windy City – als Marty
- 1983 To Be or Not To Be – als Lupinsky
- 1982 The Verdict – als dr. Gruber
- 1982 Soup for One – als vader van Allan
- 1977 Between the Lines – als Stanley
- 1976 Judge Horton and the Scottsboro Boys – als Sam Liebowitz
- 1973 Serpico – als Jerry Berman
- 1972 Parades – als Potofski
- 1972 Savages – als Julian Branch
- 1972 Portnoy's Complaint – als Mandel

### Televisieseries
Uitgezonderd eenmalige gastrollen.
- 2012 Smash - als Ralph Masius - 3 afl.
- 2000 – 2007 The Sopranos – als dr. Ira Freid – 5 afl.
- 1979 – 1980 Benson – als John Taylor – 23 afl.

### Theaterwerk
- 2011 The People in the Picture
- 2003 The Producers
- 2001 45 Seconds from Broadway
- 2000 The Man Who Came to Dinner
- 1996 A Funny Thing Happened on the Way to the Forum
- 1993 Laughter on the 23rd Floor
- 1985 The Odd Couple
- 1974 Candide
- 1972 The Sunshine Boys
- 1970 Minnie's Boys
- 1966 Fiddler on the Roof

- Bibliothèque nationale de France: cb14229418t (data)
- International Standard Name Identifier: 0000 0001 1443 9469
- Library of Congress Control Number: n94095528
- Système universitaire de documentation: 171974638
- Virtual International Authority File: 51901489
- WorldCat: E39PBJdGKVHmFVGMJQxBTBk7HC